# 아샤닝카올드필드쥐
아샤닝카올드필드쥐(Thomasomys onkiro)는 비단털쥐과에 속하는 설치류이다. 페루 남부 안데스산맥 코르디예라 오리엔탈 산맥의 단 한 곳(오티시 국립공원 포함)에서만 알려져 있으며, 해발 3350m의 저산대 숲에서 발견된다. 육상 서식지에서 생활한다. 일반명은 페루 아마존에서 가장 큰 토착 부족의 이름에서 유래했다.